# Guy (cardinal, 1237)
Pour les articles homonymes, voir Guy.
Guy, aussi Guidon (né en Angleterre, et mort vers 1239), est un cardinal anglais  de l'Église catholique du XIIIe siècle, nommé par le pape Grégoire IX.

## Biographie
Guy est vicaire à Grincford, dans le diocèse de Durham. Le pape Grégoire IX le crée cardinal  lors du consistoire de  1237.  